# たま出版
たま出版（たましゅっぱん）は、東京都新宿区新宿に本拠を置く、日本の出版社。

## 概要
創業者は瓜谷侑広。現社長は韮澤潤一郎。前身は雑誌「たま」刊行会。社名と同名の雑誌『たま』を刊行していた
。
実業家瓜谷長造の長男瓜谷侑広によって雑誌「たま」刊行会が設立され、1969年に株式会社たま出版として設立された。
「精神世界」という言葉はこの出版社から生まれた（阿含宗と紀伊國屋書店による書店販売政策から生まれたという説もある）。「脱宗教」を掲げた瓜谷はムーブメントとしての精神世界を誌上で盛んに唱えた。
1960年代には、早川書房の雑誌『SFマガジン』において、「雑誌『たま』刊行会」として広告出稿していた。
1980年代には、精神世界の雑誌『アクエリアス革命』を刊行していた。